# Jacques Swaters
Jacques Albert Max Marie Edouard Swaters (* 30. Oktober 1926 in Brüssel; † 10. Dezember 2010 ebenda) war ein belgischer Automobilrennfahrer und Rennstallbesitzer.

## Karriere
Jacques Swaters gab sein Renndebüt bei den 24 Stunden von Spa 1948, gemeinsam mit seinem Landsmann Paul Frère als zweitem Piloten, auf einem MG.
1950 war Swaters einer der Gründer der „Ecurie Belgique“, die in den 1950er-Jahren bei Sportwagenrennen und in der Formel 1 am Start war. Swaters fuhr zu Beginn Fahrzeuge der deutschen Marke Veritas. 1951 kam er in die Formel 1. André Pilette, der als Fahrer vorgesehen war, hatte sich verletzt, woraufhin Swaters beim Großen Preis von Deutschland auf dem Nürburgring sein erstes Monoposto-Rennen fuhr. 1953 pilotierte er den Ferrari 500 der Ecurie bei zwei Weltmeisterschaftsläufen und gewann im Herbst das Formel-2-Rennen auf der AVUS.
1952 gründete Swaters auch sein eigenes Rennteam, die Ecurie Francorchamps. In der Formel 1 ging Swaters mit einem Ferrari 625F1 an den Start, in der Sportwagenweltmeisterschaft mit einem Jaguar C-Type. Der Formelsport war nur mehr ein Nebenschauplatz, Swaters feierte seine größten Erfolge als Fahrer im Sportwagen.
1954 wurde er gemeinsam mit Roger Laurent Vierter bei den 24 Stunden von Le Mans, ein Erfolg, den er 1955 mit dem dritten Gesamtrang noch übertraf. Sein Partner war diesmal Johnny Claes. 1956 rundete er seine Le-Mans-Erfolge mit einem weiteren vierten Platz ab. 1955 und 1956 war das Rennfahrzeug ein Jaguar D-Type, 1956 Freddy Rousselle sein Partner.
1957, nach seinem letzten Antreten in Le Mans, zog sich Swaters vom aktiven Rennsport zurück und kümmerte sich fortan um die Organisation der erfolgreichen Ecurie Francorchamps.

## Statistik

### Statistik in der Automobil-Weltmeisterschaft

#### Gesamtübersicht
| Saison | Team                 | Chassis          | Motor          | Rennen | Siege | Zweiter | Dritter | Poles | schn. Rennrunden | Punkte | WM-Pos. |
| ------ | -------------------- | ---------------- | -------------- | ------ | ----- | ------- | ------- | ----- | ---------------- | ------ | ------- |
| 1951   | Ecurie Belgique      | Talbot-Lago T26C | Talbot 4.5 L6  | 2      | −     | −       | −       | −     | −                | −      | NC      |
| 1953   | Ecurie Francorchamps | Ferrari 500      | Ferrari 2.0 L4 | 2      | −     | −       | −       | −     | −                | −      | NC      |
| 1954   | Ecurie Francorchamps | Ferrari 500      | Ferrari 2.5 L4 | 3      | −     | −       | −       | −     | −                | −      | NC      |
| Gesamt | Gesamt               | Gesamt           | Gesamt         | 7      | −     | −       | −       | −     | −                | −      |         |

#### Einzelergebnisse
| Saison | 1 | 2   | 3   | 4 | 5  | 6   | 7   | 8   | 9 |
| ------ | - | --- | --- | - | -- | --- | --- | --- | - |
| 1951   |   |     |     |   |    |     |     |     |   |
|        |   |     |     |   | 10 | DNF |     |     |   |
| 1953   |   |     |     |   |    |     |     |     |   |
|        |   |     | DNS |   |    | 7   | DNF |     |   |
| 1954   |   |     |     |   |    |     |     |     |   |
|        |   | DNF |     |   |    | 8   |     | DNF |   |
| 1955   |   |     |     |   |    |     |     |     |   |
|        |   |     | DNA |   |    |     |     |     |   |

| Legende  | Legende            | Legende                                                          |
| Farbe    | Abkürzung          | Bedeutung                                                        |
| -------- | ------------------ | ---------------------------------------------------------------- |
| Gold     | –                  | Sieg                                                             |
| Silber   | –                  | 2. Platz                                                         |
| Bronze   | –                  | 3. Platz                                                         |
| Grün     | –                  | Platzierung in den Punkten                                       |
| Blau     | –                  | Klassifiziert außerhalb der Punkteränge                          |
| Violett  | DNF                | Rennen nicht beendet (did not finish)                            |
| Violett  | NC                 | nicht klassifiziert (not classified)                             |
| Rot      | DNQ                | nicht qualifiziert (did not qualify)                             |
| Rot      | DNPQ               | in Vorqualifikation gescheitert (did not pre-qualify)            |
| Schwarz  | DSQ                | disqualifiziert (disqualified)                                   |
| Weiß     | DNS                | nicht am Start (did not start)                                   |
| Weiß     | WD                 | zurückgezogen (withdrawn)                                        |
| Hellblau | PO                 | nur am Training teilgenommen (practiced only)                    |
| Hellblau | TD                 | Freitags-Testfahrer (test driver)                                |
| ohne     | DNP                | nicht am Training teilgenommen (did not practice)                |
| ohne     | INJ                | verletzt oder krank (injured)                                    |
| ohne     | EX                 | ausgeschlossen (excluded)                                        |
| ohne     | DNA                | nicht erschienen (did not arrive)                                |
| ohne     | C                  | Rennen abgesagt (cancelled)                                      |
| ohne     | keine WM-Teilnahme |                                                                  |
| sonstige | P/fett             | Pole-Position                                                    |
| sonstige | 1/2/3/4/5/6/7/8    | Punktplatzierung im Sprint-/Qualifikationsrennen                 |
| sonstige | SR/kursiv          | Schnellste Rennrunde                                             |
| sonstige | *                  | nicht im Ziel, aufgrund der zurückgelegten Distanz aber gewertet |
| sonstige | ()                 | Streichresultate                                                 |
| sonstige | unterstrichen      | Führender in der Gesamtwertung                                   |

### Le-Mans-Ergebnisse
| Jahr | Team                   | Fahrzeug      | Teamkollege      | Platzierung | Ausfallgrund |
| ---- | ---------------------- | ------------- | ---------------- | ----------- | ------------ |
| 1954 | Ecurie Francorchamps   | Jaguar C-Type | Roger Laurent    | Rang 4      |              |
| 1955 | Ecurie Francorchamps   | Jaguar D-Type | Johnny Claes     | Rang 3      |              |
| 1956 | Equipe Nationale Belge | Jaguar D-Type | Freddy Rousselle | Rang 4      |              |
| 1957 | Equipe Nationale Belge | Ferrari 290MM | Alain de Changy  | Ausfall     | Motorschaden |

### Einzelergebnisse in der Sportwagen-Weltmeisterschaft
| Saison | Team                                        | Rennwagen                       | 1   | 2   | 3   | 4   | 5   | 6   | 7   |
| ------ | ------------------------------------------- | ------------------------------- | --- | --- | --- | --- | --- | --- | --- |
| 1953   | Ecurie Francorchamps                        | Ferrari 225S Jaguar C-Type      | SEB | MIM | LEM | SPA | NÜR | RTT | CAP |
| 1953   | Ecurie Francorchamps                        | Ferrari 225S Jaguar C-Type      |     | DNF |     | DNF |     |     |     |
| 1954   | Ecurie Francorchamps                        | Jaguar C-Type                   | BUA | SEB | MIM | LEM | RTT | CAP |     |
| 1954   | Ecurie Francorchamps                        | Jaguar C-Type                   |     |     |     | 4   | 7   |     |     |
| 1955   | Ecurie Francorchamps Equipe Nationale Belge | Jaguar D-Type Ferrari 750 Monza | BUA | SEB | MIM | LEM | RTT | TAR |     |
| 1955   | Ecurie Francorchamps Equipe Nationale Belge | Jaguar D-Type Ferrari 750 Monza |     |     |     | 3   | 13  |     |     |
| 1957   | Equipe Nationale Belge                      | Ferrari 290MM                   | BUA | SEB | MIM | NÜR | LEM | KRI | CAR |
| 1957   | Equipe Nationale Belge                      | Ferrari 290MM                   |     |     |     |     | DNF | DNF |     |